# Kaori Niyanagi
Kaori Niyanagi –en japonés, 二柳かおり, Niyanagi Kaori– (Shiga, 21 de noviembre de 1977) es una deportista japonesa que compitió en halterofilia.
Ganó una medalla de bronce en el Campeonato Mundial de Halterofilia de 1999, en la categoría de 48 kg. Participó en los Juegos Olímpicos de Sídney 2000, ocupando el sexto lugar en la misma categoría.

## Palmarés internacional
| Campeonato Mundial | Campeonato Mundial | Campeonato Mundial | Campeonato Mundial |
| Año                | Lugar              | Medalla            | Categoría          |
| ------------------ | ------------------ | ------------------ | ------------------ |
| 1999               | Atenas (Grecia)    | Medalla de bronce  | 48 kg              |